# فرنسيسكو آدا
فرنسيسكو آدا (بالإنجليزية: Francisco Ada)‏ هو حاكم الدولة أمريكي، ولد في 26 سبتمبر 1934 في سايبان في الولايات المتحدة، وتوفي بنفس المكان في 2 مارس 2010.